# إليوشن إل-40
إليوشن إل-40 (بالإنجليزية: Ilyushin Il-40) هي طائرة هجوم أرضي من صناعة إليوشن. كان أول طيران لها في 7 مارس 1953.